# Hochschule des Bundes für öffentliche Verwaltung
Die Hochschule des Bundes für öffentliche Verwaltung (HS Bund) ist eine Bildungseinrichtung des Bundes mit Hauptsitz in Brühl, Nordrhein-Westfalen.

## Geschichte
Am 1. Oktober 1979 wurde mit einem feierlichen Festakt in der Bonner Beethovenhalle der Lehrbetrieb aufgenommen, seinerzeit noch unter dem Namen Fachhochschule des Bundes für öffentliche Verwaltung. Mangels eigener Räumlichkeiten fand der Lehrbetrieb in den ersten Jahren in einem angemieteten Gebäude in der Bernhard-Feilchenfeld-Straße in Köln statt. Später erfolgte der Umzug nach Brühl, wo sie eine Verwaltungsgemeinschaft mit der Bundesakademie für öffentliche Verwaltung bildete. Die Fachhochschule wuchs dermaßen, dass das benachbarte Steuermuseum dessen Räumlichkeiten freigeben musste. Am 1. Oktober 2014 erfolgte die Umbenennung der Fachhochschule in den heutigen Namen Hochschule des Bundes für öffentliche Verwaltung.
Zum 14. Januar 2019 wurde die Außenstelle des Fachbereichs Nachrichtendienste in Haar (bei München) aufgegeben.

## Auftrag
Für die Ausbildung der Bundesbeamten des gehobenen Dienst ist die Hochschule des Bundes für öffentliche Verwaltung als nichtrechtsfähige Körperschaft und ressortübergreifende staatliche Einrichtung des Bundes zuständig. Die Anwärter sind zugleich Studierende und zumeist Beamte auf Widerruf. Die Anwärter befinden sich im Vorbereitungsdienst für den gehobenen nichttechnischen Verwaltungsdienst oder den gehobenen naturwissenschaftlichen Dienst (nur Fachbereich Wetterdienst).
Die Hochschule verleiht die Hochschulgrade Diplom, Bachelor oder Master. Abgeschlossen wird das Studium als Diplom-Verwaltungswirt (FH), als Diplom-Finanzwirt (FH) (nur im Fachbereich Finanzen), als Diplom-Meteorologe (FH) (nur im Fachbereich Wetterdienst), als Diplom-Verwaltungswirt – Schwerpunkt Verwaltungsinformatik (FH) (nur im Fachbereich Finanzen und im Zentralen Lehrbereich), als Bachelor of Arts im Fachbereich Kriminalpolizei oder als Bachelor of Laws (B.A. [LL.B.]) an den Fachbereichen Sozialversicherung, Bundeswehrverwaltung und ab dem 1. März 2024 auch am Fachbereich Finanzen.

## Studium

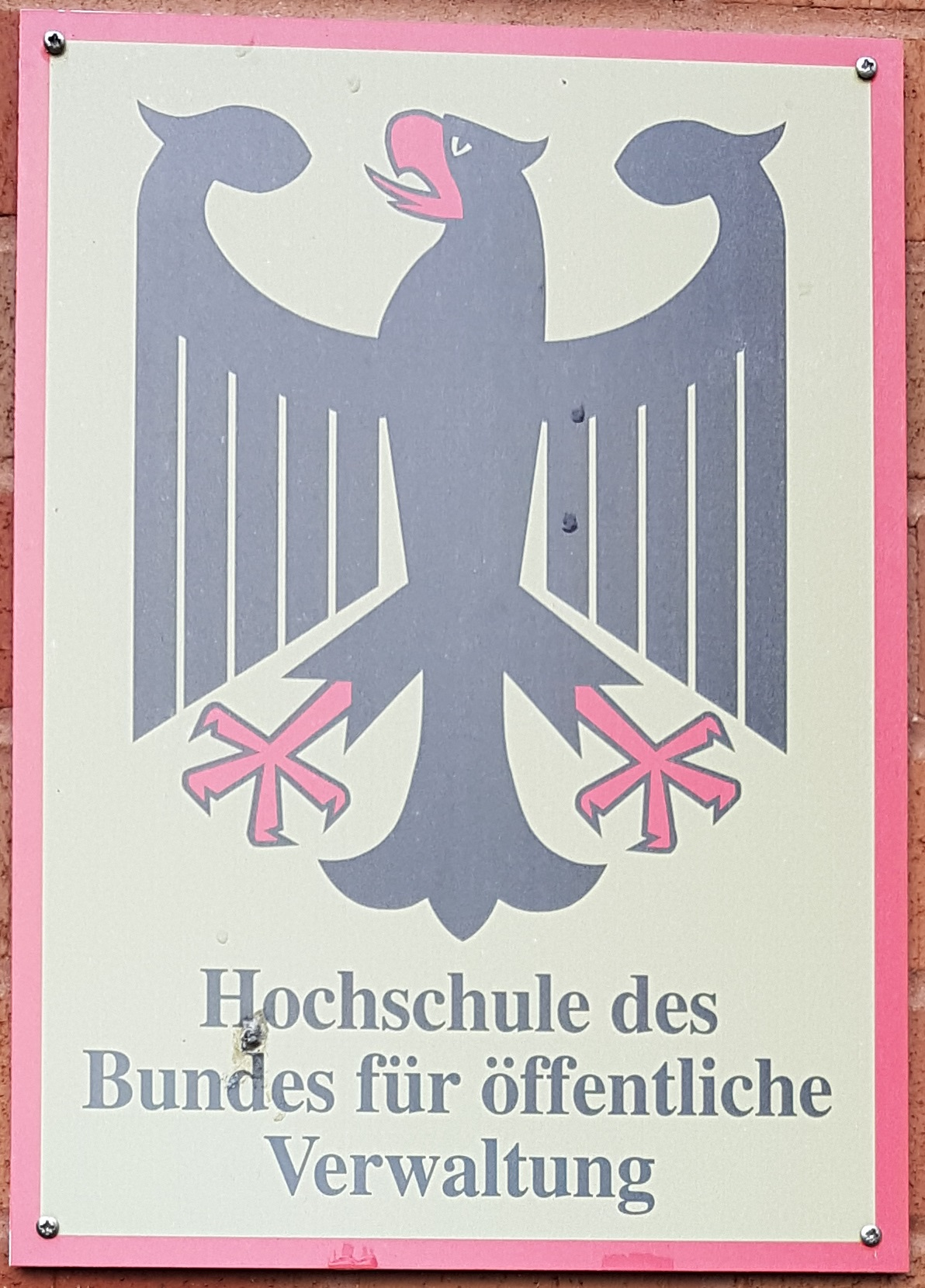
Amtsschild HS Bund

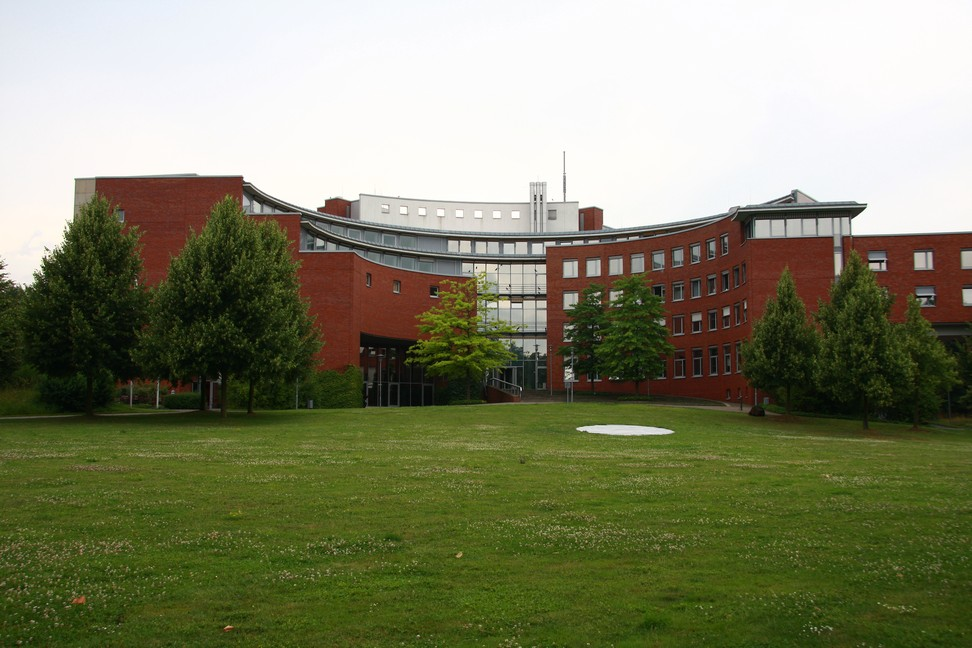
Der Zentralbereich im Brühler Stadtteil Winterburg

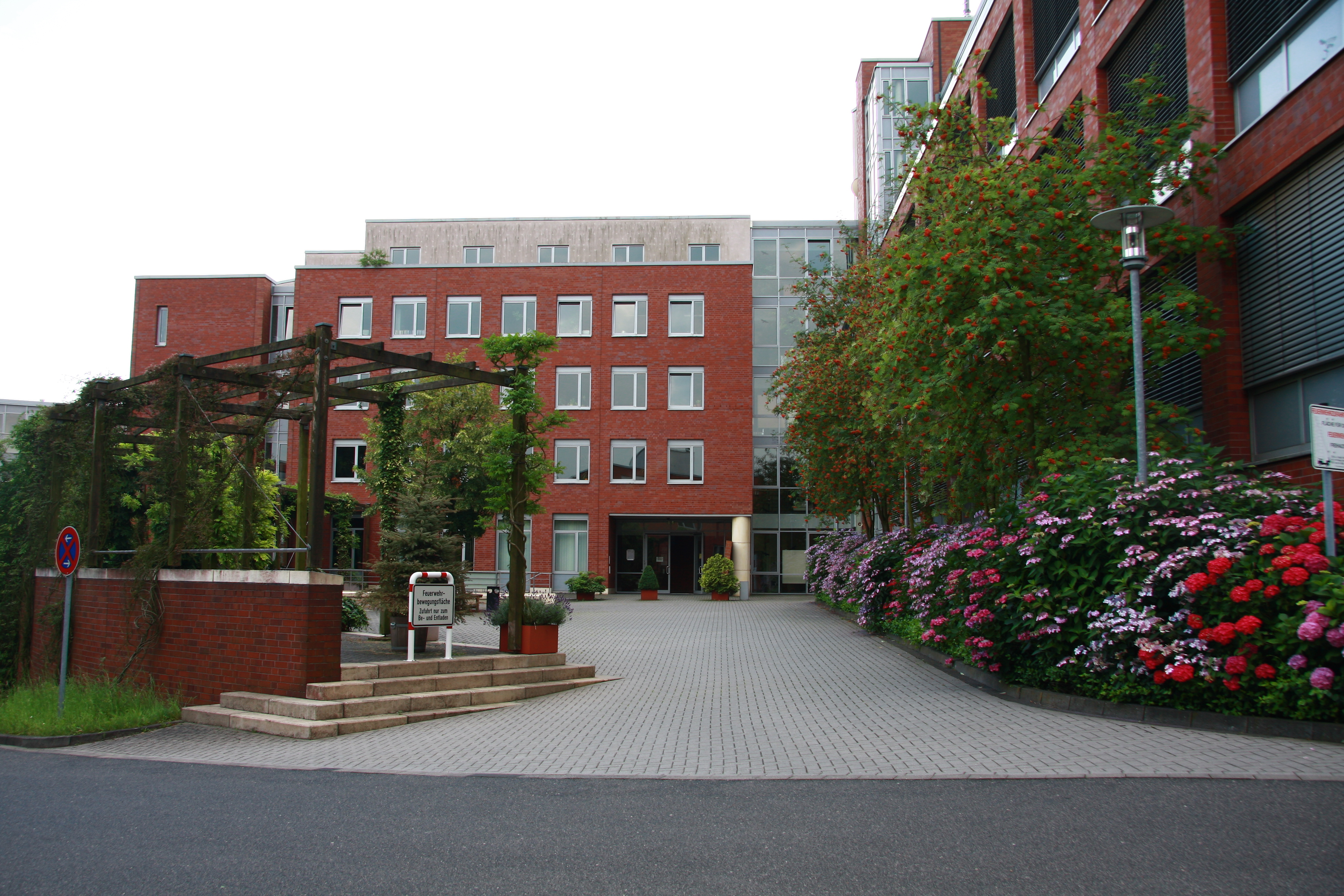
Der Eingang von den Wohngebäuden ins Unterrichtsgebäude

Die HS Bund besteht aus dem Zentralbereich in Brühl und zehn Fachbereichen. Das Grundstudium findet für die Studiengänge Allgemeine Innere Verwaltung, Bundespolizei, Kriminalpolizei, Wetterdienst und Digital Administration and Cyber Security in Brühl am Zentralen Lehrbereich statt. Die Fachbereiche Auswärtige Angelegenheiten, Bundeswehrverwaltung, Finanzen, Landwirtschaftliche Sozialversicherung führen das Grundstudium am Standort des Fachbereichs durch. Das Hauptstudium der verschiedenen Fachrichtungen erfolgt dezentral an den Fachbereichen. Die Laufbahnausbildung des Bundesnachrichtendienstes und des Bundesamtes für Verfassungsschutz ist am Zentrum für Nachrichtendienstliche Aus- und Fortbildung (ZNAF) an der neuen Zentrale des Bundesnachrichtendienstes in Berlin zusammengeführt worden.
Seit April 2011 wird außerdem der Masterstudiengang Public Administration als berufsbegleitender, weiterbildender Fernstudiengang angeboten. 2014 wurde dieser Studiengang geöffnet. Zugangsberechtigt sind nicht nur Beamte des gehobenen Dienstes und vergleichbare Tarifbeschäftigte, die das Studium im Rahmen eines Aufstiegsverfahrens in den höheren Dienst des Bundes absolvieren. Zum Studium zugelassen werden können auch Beschäftigte der Bundesverwaltung (Deutschland), die sich nicht in einem Aufstiegsverfahren befinden. Zudem ist in bis zu vier Modulen eine Teilnahme als Gasthörer möglich. Seit 2017 können ebenfalls Beschäftigte aus den Landesverwaltungen das Masterstudium absolvieren. Seit dem Studienjahrgang 2017 wird der Masterstudiengang mit parallelen Präsenzveranstaltungen in Brühl und Berlin angeboten.
Seit Oktober 2020 wird an der Hochschule des Bundes für öffentliche Verwaltung der duale Studiengang „Digital Administration and Cyber Security“ angeboten.
Der Studiengang startet jeweils zum 1. April und zum 1. Oktober eines jeden Jahres und fokussiert zwei Schwerpunkte: Die Digitalisierung in den Bundesbehörden sowie die Abwehr von Gefahren aus dem Internet. Insgesamt besteht das Studium aus sechs Semestern, von denen zwei als Praktika in Behörden der Bundesverwaltung absolviert werden.
Die Zulassung der Studierenden zur Hochschule, das Studium sowie die Prüfungen richten sich nach den jeweiligen Verordnungen über den Vorbereitungsdienst und über die Ausbildung und Prüfung der jeweiligen Studiengänge. Die Abschlussprüfung der Hochschule gilt als Laufbahnprüfung für den gehobenen Dienst.

### Promotionsrecht
Seit dem Frühjahr 2016 verfügt die Hochschule des Bundes für öffentliche Verwaltung über ein kooperatives Promotionsrecht. Der damalige Präsident der Hochschule, Thomas Bönders, unterzeichnete am 7. März 2016 zusammen mit dem Rektor der Deutschen Universität für Verwaltungswissenschaften Speyer (DUV Speyer) Joachim Wieland eine Kooperationsvereinbarung über die gemeinsame Durchführung von Promotionsvorhaben. Die Vereinbarung regelt, unter welchen Voraussetzungen herausragenden Absolventen des Masterstudiengangs Public Administration sowie Lehrende der HS Bund einen Doktorgrad an der DUV Speyer erlangen können. Doktoranden der HS Bund werden dabei künftig durch je einen Hochschullehrer der HS Bund und der DUV Speyer betreut; sie haben daher gleich zwei Doktorväter beziehungsweise Doktormütter. Professoren der HS Bund wirken ferner gleichberechtigt bei der Begutachtung der Dissertation und in der mündlichen Doktorprüfung mit.

## Trägerschaft und Organe
Die Hochschule ist dem Geschäftsbereich des Bundesministeriums des Innern und für Heimat zugeordnet. Es führt die Aufsicht über die Hochschule. Die HS Bund wird in gemeinsamer Verantwortung von allen Bundesressorts und nach Maßgabe der mit ihnen geschlossenen Vereinbarungen von der Deutschen Rentenversicherung Bund und der Deutschen Rentenversicherung Knappschaft – Bahn – See sowie der Sozialversicherung für Landwirtschaft, Forsten und Gartenbau getragen und hat Selbstverwaltungsrecht.
Zur Wahrnehmung der gemeinsamen Verantwortung aller Ausbildungsträger wird ein Kuratorium gebildet, welches mit Vertretern der Träger besetzt ist.
Zentrale Organe der Hochschule sind der Senat und der Präsident. Organe des Zentralen Lehrbereichs sind der Zentralbereichsrat und der Dekan. Organe der Fachbereiche sind
der Fachbereichsrat und die Fachbereichsleiter.
Neben den Hochschulischen Kuratorien vertreten auch Florian Albrecht als Vorsitzender des Personalrates und Cedrik Zander als Vorsitzender der Jugend- und Auszubildendenvertretung die Beschäftigten der Hochschule.

## Standorte
Sitz der Hochschule ist Brühl im Rheinland. Dort sind der Zentralbereich, ein Fachbereich und die Abteilung Verfassungsschutz angesiedelt. In Berlin befinden sich zwei Fachbereiche und die Abteilung Bundesnachrichtendienst, in Kassel, Offenbach, Lübeck, Mannheim, Münster und Wiesbaden ist jeweils ein Fachbereich beheimatet.
Von Oktober 1989 bis zum 14. Januar 2019 war in Haar bei München eine Außenstelle der Hochschule, Abteilung Bundesnachrichtendienst. Das Areal in der Wasserburger Straße 43 bestand aus sechs Häusern mit 8000 Quadratmetern Nutzfläche auf einem 19.000 Quadratmeter großen Areal. Erbaut wurde es 1937–1939 als Kaserne für eine motorisierte Gendarmerie-Bereitschaft und wurde von Mitte der 1960er bis Mitte der 1970er von einer Fernmeldehundertschaft des Bundesgrenzschutzes genutzt. Der Mietvertrag lief zum 31. März 2019 aus. Danach übernahm die Bundesanstalt für Immobilienaufgaben das Gelände. Von der Standortaufgabe waren 50 Mitarbeiter betroffen.

## Gliederung
Die Hochschule gliedert sich nach § 5 Abs. 1 GO-FH Bund in
1. den Zentralbereich mit dem Zentralen Lehrbereich und der Zentralen Hochschulverwaltung (Brühl) und
2. die Fachbereiche

- FB Allgemeine Innere Verwaltung (Brühl)
- FB Auswärtige Angelegenheiten (Berlin)
- FB Bundespolizei (Lübeck)
- FB Bundeswehrverwaltung (Mannheim)
- FB Finanzen (Münster)
- FB Kriminalpolizei (Wiesbaden)
- FB Landwirtschaftliche Sozialversicherung (Kassel)
- FB Nachrichtendienste
  - Abteilung Bundesamt für Verfassungsschutz (Berlin und Brühl)
  - Abteilung Bundesnachrichtendienst (Berlin)

- FB Sozialversicherung (Berlin)
- FB Wetterdienst (Offenbach am Main).

## Ehemalige und verwandte Fachbereiche
Bis zur Privatisierung der Deutschen Bundesbahn (Studienort für das Hauptstudium Mainz), der Flugsicherungsakademie der Bundesanstalt für Flugsicherung (Studienort für das Hauptstudium in Langen) und der Deutschen Bundespost (Studienort für das Hauptstudium Dieburg; Fachhochschule Dieburg) wurden auch deren Beamte für den gehobenen nichttechnischen Dienst an der FH Bund ausgebildet, für diese fand lediglich das Grundstudium am Zentralbereich in Köln (war damals Vorlesungsort) statt. Diese Fachbereiche wurden noch vor der Umbenennung in „Hochschule“ aufgelöst. 2006 kam der Fachbereich Arbeitsverwaltung zur Hochschule der Bundesagentur für Arbeit. Die Deutsche Bundesbank war nicht einbezogen, unterhält aber in Hachenburg (Rheinland-Pfalz) die Hochschule der Deutschen Bundesbank.

## Alumni
Ehemalige Absolventen
- Dirk Niebel (* 1963), ehem. Bundesminister für Wirtschaftliche Zusammenarbeit und Entwicklung
- Max-Peter Ratzel (* 1949), ehem. Direktor der europäischen Polizeibehörde Europol

Ehemalige Lehrkräfte:
- Ernst-Heinrich Ahlf (* 1943), 1981–1991, Dozent für Verfassungsrecht, Strafrecht und Bundeskriminalamtgesetz (BKAG)
- Burkhardt Krems (* 1943), 1979–2008 Dozent am Zentralbereich (erst Köln, dann Brühl)
- Armin Schuster (* 1961), MdB, 1999–2002 Dozent am Fachbereich Bundespolizei (ebenfalls ehem. Student der HSB)
- Patrick Sensburg (* 1971), MdB, 2006–2007 Professor am Fachbereich Kriminalpolizei

Von 2021 bis 2023 war Julia Neuhaus Dekanin des Fachbereichs Sozialversicherung.

## Liste der Präsidenten
|   | Name             | Geburtsjahr | Sterbejahr | Beginn der Amtszeit | Ende der Amtszeit |
| - | ---------------- | ----------- | ---------- | ------------------- | ----------------- |
| 1 | Manfred Lepper   |             |            | 1979                |                   |
| 2 | Hubert Minz      |             |            |                     |                   |
| 3 | Klaus Reichardt  |             |            | 10. Nov. 1993       | 2000              |
| 4 | Olaf Koglin      |             |            | 2000                | 2006              |
| 5 | Thomas Bönders   | 1953        |            | 2006                | 31. Okt. 2019 1   |
| 6 | Benjamin Limbach | 1969        |            | 18. Mai 2020        | 28. Juni 2022 1   |
| 7 | Sabine Leppek    | 1970        |            | 1. Okt. 2023        |                   |